# Stenopogon rhadamanthus
Stenopogon rhadamanthus är en tvåvingeart som beskrevs av Friedrich Hermann Loew 1866. Stenopogon rhadamanthus ingår i släktet Stenopogon och familjen rovflugor. Inga underarter finns listade i Catalogue of Life.